# Gennaro Portanova
Gennaro Portanova (Napoli, 11 ottobre 1845 – Reggio Calabria, 25 aprile 1908) è stato un cardinale e arcivescovo cattolico italiano.

## Biografia
Nacque a Napoli l'11 ottobre 1845 dal dottor Camillo Portanova e Angela Califano.
Prima di essere ordinato sacerdote compì i suoi studi presso i Gesuiti con buoni risultati e a 23 anni fu ordinato sacerdote dal cardinale Sisto Riario Sforza il 22 maggio 1869.
In seminario proseguì i suoi studi specializzandosi in teologia tomistica e diventò insegnante nel Liceo arcivescovile. Poi fu preconizzato vescovo titolare di Rosis e coadiutore con diritto di successione del vescovo di Ischia, di cui divenne ordinario l'11 febbraio 1885.
Tre anni dopo, il 16 marzo 1888, venne trasferito a Reggio Calabria dove rimase fino alla morte sopraggiunta nel 1908.
Successivamente papa Leone XIII lo elevò al rango di cardinale del titolo di San Clemente nel concistoro del 18 giugno 1899.
Fu anche protettore dell'Istituto delle Figlie di Maria Immacolata fondato da Suor Brigida Maria Postorino a Catona fino alla morte.
Il 25 aprile 1908 alle ore 6 del mattino morì a Reggio Calabria all'età di 62 anni.

## Genealogia episcopale e successione apostolica
La genealogia episcopale è:
- Cardinale Scipione Rebiba
- Cardinale Giulio Antonio Santori
- Cardinale Girolamo Bernerio, O.P.
- Arcivescovo Galeazzo Sanvitale
- Cardinale Ludovico Ludovisi
- Cardinale Luigi Caetani
- Cardinale Ulderico Carpegna

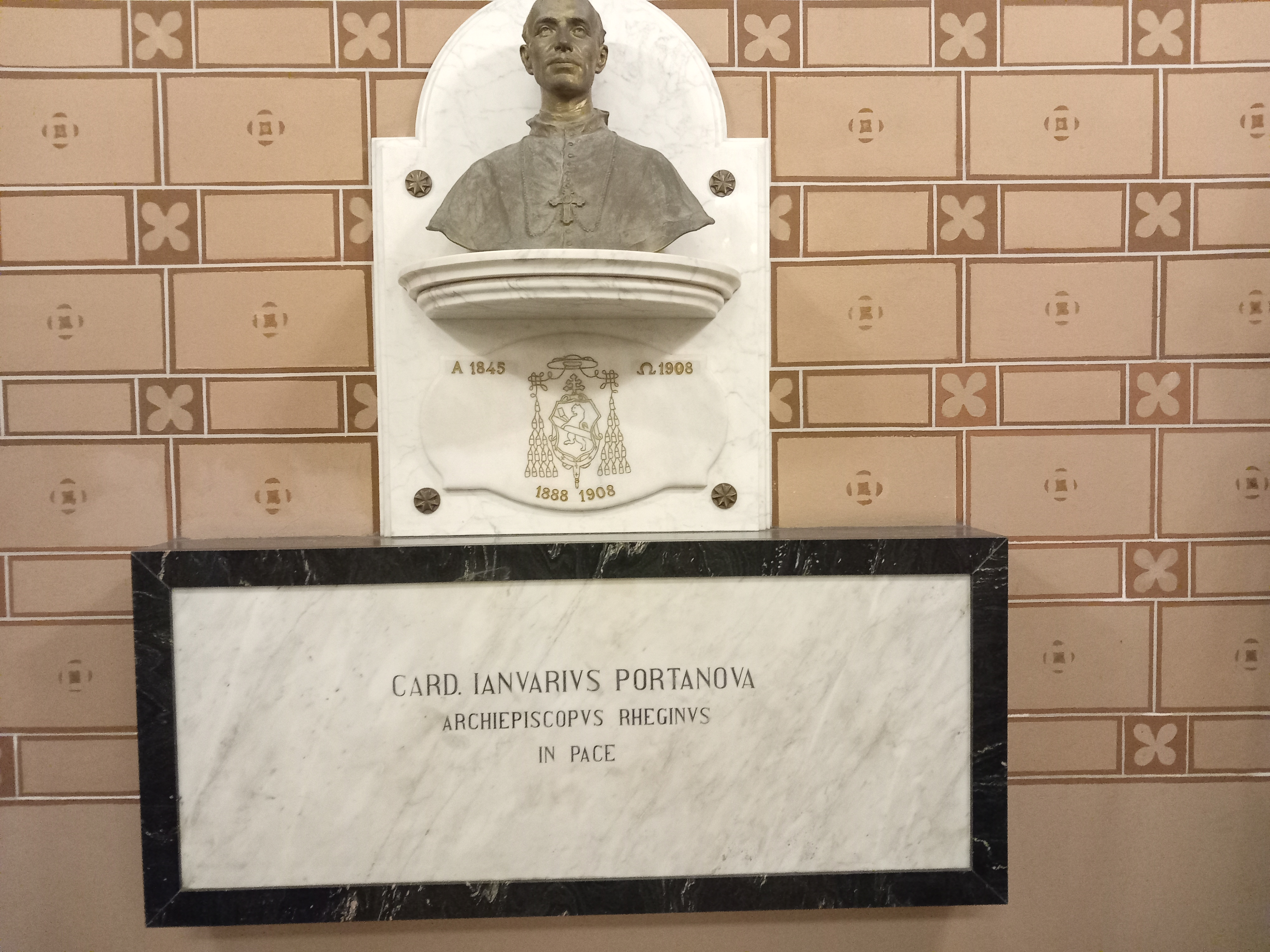
Sepoltura

- Cardinale Paluzzo Paluzzi Altieri degli Albertoni
- Papa Benedetto XIII
- Papa Benedetto XIV
- Cardinale Enrico Enriquez
- Arcivescovo Manuel Quintano Bonifaz
- Cardinale Buenaventura Córdoba Espinosa de la Cerda
- Cardinale Giuseppe Maria Doria Pamphilj
- Papa Pio VIII
- Papa Pio IX
- Cardinale Raffaele Monaco La Valletta
- Cardinale Gennaro Portanova

La successione apostolica è:
- Arcivescovo Giuseppe Morabito (1899)
- Vescovo Domenico Scopelliti (1899)